# Convento de Regina Coeli (Córdoba)
El convento de Regina Coeli es un antiguo convento de Córdoba, España, fundado en el año 1499. Se encuentra en el antiguo barrio de la Axerquía. 

## Historia
Originariamente casa de Mencía de los Ríos, hija de Diego Gutiérrez de los Ríos, en su testamento lo donó a la Orden Dominicana y fue convertida en convento en 1499. Un incendio de 1651 hizo que se perdieran las pinturas originales. En 1804 murieron catorce religiosas del convento debido a un brote de fiebre amarilla que asolaba la ciudad, por lo que el resto de las monjas decidió trasladarse al convento de Scala Coeli, también perteneciente a la Orden y a las afueras de la ciudad. 
Tras estos acontecimientos, el convento, y posteriormente la iglesia, fueron expropiados en 1835 durante la desamortización de Mendizábal, adjudicándose al Ayuntamiento de Córdoba. En 1847 se creó en él la Escuela de Veterinaria en una parte y otra fue ocupada por el cuartel de la Guardia Civil. Desde entonces, el edificio tuvo variados usos como casa de vecinos, fábrica de telas, almacén de tocino, teatro de aficionados y bodega. Aunque el uso más llamativo fue el de fábrica de monedas falsificadas a manos de un niño.
El 6 de julio de 1979, la iglesia del convento fue declarada Bien de Interés Cultural. El muro del hastial trasera de la iglesia fue reconstruido en 1981, mientras que en 1993 se demolió uno de los cuerpos del convento colindante a viviendas. En mayo de 2006 se consolidó la fachada y en 2008 se ejecutó la limpieza del complejo. No obstante, el edificio sigue presentando un avanzado estado de abandono y se incluyó en el Plan de Grandes Ciudades para su recuperación.
En marzo de 2025 se está restaurando la iglesia del convento por un importe mayor al millón de euros. 

## Arquitectura
Del antiguo convento solo se conservan la iglesia conventual y algunas ruinas anexas entre las cuales se encuentran dos patios, uno de ellos con galerías con arcos de medio punto y columnas. 
La iglesia es de una sola nave cajón, con coro. Lateralmente se adosan los restos del antiguo convento, hoy en ruina. Su portada es de arco carpanel y elementos decorativos renacentistas, sobre ella se encuentra un hueco abocinado. La fachada del resto de la edificación no tiene especial interés. Su cubierta es inclinada de teja a dos aguas. En el interior de la iglesia se halla un interesante artesonado renacentista.